# باشگاه فوتبال سانفریس هیروشیما
سانفترچه هیروشیما (به ژاپنی: サンフレッチェ広島) یک باشگاه فوتبال در شهر هیروشیما واقع در کشور ژاپن می‌باشد که در جی‌لیگ بازی می‌کند.
این باشگاه در سال ۱۹۳۸ میلادی تأسیس شده‌است.
سانفترچه هیروشیما یک بار و در سال ۱۹۶۹ میلادی به مقام سومی جام باشگاه‌های آسیا رسیده است. این باشگاه همچنین در جی‌لیگ سه بار به مقام قهرمانی دست یافته‌است.
ستاره روی لوگو به ازای هر ۱ قهرمانی لیگ داخلی زده شده‌است.

## بازیکنان برجسته
- تونی پاپاویک
- آئورلیو ویدمار
- گراهام آرنولد
- هیدن فاکس
- سزار سامپایو
- ژوبرت آراخو مارتینز
- میشل پنسی
- تومیسلاو ارتسگ
- ایوان هاشک
- پاول چرنی
- داویت مجیری
- جان فان لون
- توره پدرسون